# Aston Martin Vantage (2018)
Aston Martin Vantage (AM6) — двухместный спортивный автомобиль, выпускаемый с 2018 года британской компанией Aston Martin.

## Модельный ряд

### Vantage V8 (с 2018)
Vantage V8 был представлен 21 ноября 2017 года. Поставки автомобиля начались в июне 2018 года.

### Vantage AMR (с 2019)
Vantage AMR отличается от других моделей, прежде всего, использованием семиступенчатой механической трансмиссии (вместо восьмиступенчатой автоматической), карбоно-керамическими тормозами и системой AMSHIFT. Масса снижена на 95 кг. Автомобиль оснащён двигателем крутящим моментом 625 Н⋅м при 2000—5000 об/мин. Управляемость улучшается при помощи адаптивных амортизаторов и режимов вождения Sport, Sport+ и Track. До 97 км/ч автомобиль разгоняется за 3,9 секунды.
Продажи автомобиля осуществляются с мая 2019 года, а поставки — с 4 квартала 2019 года.

### Vantage Roadster (с 2020)
Родстер впервые был представлен в феврале 2020 года. Крыша опускается за 6,7 секунд и поднимается за 6,8 секунд. Сухая масса 1628 кг.
- Vantage Roadster

### Vantage 007 Edition (c 2021)
007 Edition снимался в фильме «Не время умирать». Всего было выпущено 100 экземпляров.
Поставки автомобиля начались в 1 квартале 2021 года.

### V12 Speedster
V12 Speedster впервые был представлен в марте 2020 года. Всего было выпущено 88 экземпляров по цене 950000 долларов. До 62 миль в час автомобиль разгоняется за 3,5 секунды.

Автомобиль оснащён 5,2-литровым двигателем V12 с двойным турбонаддувом, который сочетается в паре с восьмиступенчатой автоматической трансмиссией.
- Aston Martin V12 Speedster
- Вид сзади

### Автомобиль безопасности
В начале 2021 года Aston Martin Vantage стал автомобилем безопасности Формулы-1 наряду с Mercedes-AMG GT. Дебют состоялся на Гран-при Бахрейна 2021 года.
- Aston Martin Vantage V8 F1

### Vantage F1 Edition (с 2021)
Vantage F1 Edition оснащён двигателем V8 мощностью 535 л. с. Максимальная скорость 314 км/ч. Продажи начались в мае 2021 года.
- Aston Martin Vantage V8 F1

### V12 Vantage (с 2022)
Разработка автомобиля Aston Martin V12 Vantage началась в декабре 2021 года. Официально автомобиль был представлен 16 марта 2022 года, а поставки начались во втором квартале 2022 года. Всего выпущено 333 экземпляра.

V12 Vantage является последним автомобилем Aston Martin с двигателем V12.
- Vantage V12

### V12 Vantage Roadster (с 2022)
V12 Vantage Roadster оснащён двигателем V12 мощностью 700 л. с. Всего выпущено 249 экземпляров.

## Галерея
- Интерьер
- Вид сзади
- Моторный отсек
- Aston Martin Vantage GTE
- Aston Martin Vantage DTM
- Aston Martin Vantage GT3
- Aston Martin Vantage GT8R
- Aston Martin Vantage GT4